# Secretaria General de Finançament Autonòmic i Local
La Secretaria General de Finançament Autonòmic i Local és una secretaria general espanyola depenent del Ministeri d'Hisenda d'Espanya al que correspon la dirección, l'impuls i la coordinació de les competències atribuïdes al Departament en matèria de relacions amb les comunitats autònomes, les ciutats amb Estatut d'Autonomia i les entitats que integren l'Administració Local.

## Funcions
Les funcions específiques de la Secretaria General es regulen en l'article 3 del Reial decret 769/2017, i són:
- L'aplicació i gestió del sistema de finançament autonòmic.
- La valoració dels costos efectius dels serveis i funcions que es traspassen, la proposta i adopció de les mesures precises fins a la incorporació de tals costos al sistema de finançament, així com la gestió del Fons de Compensació Interterritorial i d'altres recursos estatals que financen a les Comunitats Autònomes, incloent, si escau, l'aplicació i seguiment de mesures per a la gestió coordinada dels mateixos en la seva dimensió financera.
- L'establiment i aplicació de mesures per al seguiment i coordinació de la informació relativa a l'activitat normativa i financera del sector públic estatal quan tingui incidència en els recursos financers de les Comunitats Autònomes de règim comú o en l'aplicació i seguiment dels règims forals del País Basc i Navarra.
- La Secretaria del Consell de Política Fiscal i Financera de les Comunitats Autònomes, així com el suport, assessorament i assistència tècnica a aquest Consell, i les relacions amb altres òrgans de coordinació entre la Administració General de l'Estat, les comunitats autònomes i les corporacions locals en l'àmbit de competències de la Secretaria General.
- L'exercici de les facultats atribuïdes al departament en relació amb l'endeutament de caràcter financer de les comunitats autònomes. En particular, l'estudi, informe i proposta de les normes i mesures relatives a l'endeutament de les comunitats autònomes, l'aplicació a les mateixes de la normativa corresponent i el seu seguiment.
- L'estudi, informe i proposta de normes i mesures relatives al règim tributari de les comunitats autònomes i als règims tributaris especials per raó del territori, sense perjudici de les competències de la Direcció general de Tributs.
- L'aplicació dels règims de Concert amb la Comunitat Autònoma del País Basc i Conveni amb la Comunitat Foral de Navarra i de les mesures per a l'adequada coordinació de l'activitat estatal que tingui incidència sobre l'aplicació o seguiment d'aquests règims, així com l'estudi, informe i proposta de les normes reguladores d'aquests règims i les mesures associades.
- L'estudi, informe i proposta de les normes i mesures relatives al finançament de les comunitats autònomes, així com l'elaboració d'estudis sobre l'aplicació del sistema de finançament de Comunitats Autònomes i els aspectes econòmics i financers de les Comunitats Autònomes.
- Les labors de suport, assessorament i assistència tècnica al Comitè Tècnic Permanent d'Avaluació i a altres òrgans en l'àmbit de l'anàlisi o modificació del Sistema de finançament de les Comunitats Autònomes.

- L'exercici de les facultats atribuïdes al departament amb relació a la transparència i sostenibilitat de la despesa sanitària de Comunitats Autònomes així com la gestió de la informació objecto d'intercanvi amb el departament ministerial que assumeix les competències sanitàries, en virtut dels convenis subscrits a aquest efecte i les tasques de participació, representació, suport, assessorament i assistència del departament ministerial amb relació a la Comissió Interministerial de Preus dels Medicaments i els convenis de col·laboració que se subscriguin amb les organitzacions representatives del sector sanitari i de les comissions o grups que s'estableixin en el seu si.
- L'aplicació a les Comunitats Autònomes de la normativa d'estabilitat pressupostària i el seu seguiment.
- La instrumentació i seguiment dels mecanismes de finançament habilitats per la Administració General de l'Estat per les Comunitats Autònomes i les Entitats Locals, així com dels plans d'ajust acordats en aquest àmbit i, en el cas de les últimes citades, els informes als projectes dels seus pressupostos generals, en el marc d'aquells mecanismes o de les mesures extraordinàries de suport financer.
- L'anàlisi i el tractament de la informació enviada per Comunitats Autònomes i Entitats locals captada per la Central d'Informació Econòmico-financera, sobre les seves entitats i organismes vinculats o dependents, per a l'avaluació i elaboració d'informes sobre l'impacte del sector públic autonòmic i local en l'activitat econòmico-financera de les Administracions Públiques, informant al Consell de Política Fiscal i Financera.
- La coordinació i gestió de la informació econòmico-financera de les comunitats autònomes, així com l'anàlisi, seguiment i elaboració d'informes, estadístiques, previsions i definició del contingut de les publicacions relatives als aspectes comptables, pressupostaris i organitzatius de la gestió econòmico-financera de les comunitats autònomes que es durà a terme per la Secretaria General Tècnica.
- L'aplicació, gestió i elaboració d'estudis sobre el sistema de finançament local, sobre els mecanismes extraordinaris de finançament de les Entitats Locals i sobre els aspectes financers de la normativa reguladora del règim local.
- L'estudi, informe i proposta de les normes i mesures relatives al finançament i al règim pressupostari i financer de les entitats locals, així com la secretaria de la Subcomissió de Règim Econòmic, Financer i Fiscal de la Comissió Nacional d'Administració Local.
- La gestió d'altres recursos estatals que financen a les entitats locals.
- L'assistència tècnica i evacuació de consultes en relació amb el règim pressupostari i financer de les entitats locals.
- L'exercici de les facultats sobre autoritzacions legalment atribuïdes al Ministeri d'Hisenda d'Espanya en relació amb l'endeutament de les entitats locals i el seguiment del compliment dels objectius d'estabilitat pressupostària, inclosa tota referència legal a la sostenibilitat financera en els termes definits en la Llei Orgànica d'Estabilitat Pressupostària i Sostenibilitat Financera i normativa de desenvolupament.
- L'exercici de les facultats sobre informes i autoritzacions legalment atribuïdes en la normativa de règim local a l'òrgan competent de l'Administració General de l'Estat en matèria d'Hisendes locals, respecte de la cobertura o cessament en lliure designació en llocs de treball reservats a funcionaris d'Administració Local amb habilitació de caràcter nacional.
- El tractament de les dades econòmico-financeres i tributaris de les entitats locals, així com l'anàlisi i elaboració d'informes, previsions, estadístiques i la definició del contingut de les publicacions relacionades amb aquella informació que es durà a terme per la Secretaria General Tècnica.
- El tractament del Període Mitjà de pagament a Proveïdors, i les actuacions que es produeixin en matèria de morositat en l'àmbit autonòmic i en les entitats locals, així com del deute comercial i endeutament de caràcter no financer de les Comunitats Autònomes.
- La coordinació i adreça de les Funcions de Tutela Financera en l'àmbit definit en la Llei Orgànica d'Estabilitat Pressupostària i Sostenibilitat Financera.
- El disseny i manteniment dels sistemes informàtics dependents de la Secretaria General.
- El manteniment i actualització de continguts de les Oficines Virtuals de Coordinació Financera amb les Comunitats Autònomes i Entitats Locals, així com l'assistència i suport informàtic a usuaris de les aplicacions de la Secretaria General.
- L'elaboració de les propostes d'adquisició de béns i serveis informàtics en l'àmbit de la Secretaria General.
- La definició del contingut, condicions, formularis, requisits tècnics, terminis de subministrament de la informació econòmico-financera que han de subministrar les Comunitats Autònomes i Entitats Locals, en compliment del previst en la Llei Orgànica 2/2012, de 27 d'abril, d'Estabilitat Pressupostària i Sostenibilitat Financera, així com la realització dels advertiments del seu incompliment i la proposta d'adopció de les mesures corresponents, sense perjudici de la captura material d'aquesta informació per la Central d'Informació Econòmico-financera.

## Estructura
De la Secretaria General depenen els següents òrgans:
- Subdirecció General de Finançament de les Comunitats Autònomes.
- Subdirecció General de Relacions Financeres amb les Comunitats Autònomes.
- Subdirecció General de Relacions Tributàries amb les Comunitats Autònomes.
- Subdirecció General d'Estudis Financers Autonòmics.
- Subdirecció General d'Anàlisi Pressupostària i Organització Institucional del Sector Públic Autonòmic.
- Subdirecció General d'Estudis i Finançament d'Entitats Locals.
- Subdirecció General de Relacions Financeres amb les Entitats Locals.
- Subdirecció General de Sistemes i Organització.
- Gabinet Tècnic de la Secretaria General.

## Titulars
- Belén Navarro (2017-junio de 2018)[2]
- Diego Martínez López (junio de 2018 -)[3]